# Delary
Delary est une localité de Suède dans la commune d'Älmhult située dans le comté de Kronoberg.
Sa population était de 217 habitants en 2019.